# Константиновский сельский совет (Горностаевский район)
Константиновский сельский совет (укр. Костянтинівська сільська рада) — входит в состав
Горностаевского района
Херсонской области
Украины.
Административный центр сельского совета находится в 
с. Константиновка
.

## История
- 1943 — дата образования.

## Населённые пункты совета
- с. Константиновка
- с. Братолюбовка
- с. Николаевка